# Kazimierz Świątek
Kazimierz Świątek (em bielorrusso, Казімір Свёнтак) (Valga, 21 de outubro de 1914 — Pinsk, 21 de julho de 2011) foi um cardeal bielorrusso e arcebispo emérito de Minsk-Mohilev.

## Biografia
Kazimierz Świątek nasceu em uma família polonesa na cidade de Valga, então parte do Império russo. Após a guerra civil russa, a família Swiatek emigrou para a cidade de Baranavicy, anexada a União Soviética com a assinatura do Pacto Molotov-Ribbentrop.
Após terminar o ensino médio, ele entrou no seminário de Pinsk em 1933. Foi ordenado padre em 8 de abril de 1939 pelo Bispo de Pinsk, Kazimierz Bukraba. A partir de 21 de abril de 1939, ele foi cura e, mais tarde, administrador da paróquia em Pruzhany, também na diocese de Pinsk.
Em 21 de abril de 1941, Świątek foi preso pela KGB e condenado a morte em Brest, mas conseguiu fugir em 22 de junho, durante a invasão alemã da União Soviética e retornou às suas atividades pastorais. Contudo, voltou a ser detido por agentes da KGB em 18 de dezembro de 1944, e encarcerado em Minsk, onde permaneceu até 21 de julho de 1945. Condenado a dez anos nos campos de trabalho forçado, passou dois anos em Mariinsk e sete anos em Vorkuta e Inta, no norte, trabalhando nas minas e na taiga siberiana.
Padre Kazimierz foi liberto em 16 de junho de 1954 e, após retornar a Pinsk, reassumiu seu trabalho pastoral na paróquia da catedral. Em 11 de fevereiro de 1988, ele foi nomeado capelão de Sua Santidade e exatamente um ano depois, vigário-geral de Pinsk.
Em 13 de abril de 1991, o Papa João Paulo II cria a Arquidiocese de Minsk-Mohilev e nomeia Kazimierz Świątek como seu primeiro arcebispo metropolitano, além de administrador apostólico ad nutum Sanctae Sedis de Pinsk. Recebeu a ordenação episcopal em 21 de maio, através de Tadeusz Kondrusiewicz, até então administrador apostólico de Minsk. Os principais co-consagradores foram os bispos Władysław Jędruszuk, administrador apostólico de Pinsk, e Edward Kisiel, administrador apostólico de Vilnius.
Após a proclamação da soberania da Bielorrússia, Arcebispo Świątek reorganizou e fortaleceu as estruturas eclesiásticas em sua circunscrição, tomando medidas para recuperar e reconstruir igrejas e fornecer formação para o clero. Foi presidente da Conferência dos Bispos Católicos da Bielorrússia de 1999 a 2006.
Foi criado cardeal no Consistório de 26 de novembro de 1994 pelo Papa João Paulo II, com o título de Cardeal-presbítero de S. Gerardo Maiella, sendo-lhe imposto o barrete cardinalício no mesmo dia. Devido sua idade, já era um cardeal não-votante, mas assistiu ao conclave de 2005 que elegeu o Papa Bento XVI.
Em 27 de setembro de 2004, o Papa João Paulo II entregou o Prêmio Fidei testis ao cardeal Kazimierz Świątek, a quem, dias antes, o Instituto Paulo VI em Brescia havia conferido o prêmio durante um simpósio realizado por ocasião do 25º aniversário de sua fundação.
Cardeal Świątek aposentou-se da administração da Arquidiocese em 14 de junho de 2006. Entregou a Administração de Pinsk pouco antes de sua morte, em 30 de junho de 2011. Em ambas as posições foi sucedido por Tadeusz Kondrusiewicz.
Quando faleceu, em 21 de julho de 2011, Kazimierz Świątek era o cardeal mais velho vivo. Foi sepultado na Catedral de Pinsk.